# Reinhard Pozorny
Reinhard Pozorny (* 16. Februar 1908 in Brünn, Österreich-Ungarn; † 25. Juni 1993 in München) war ein sudetendeutscher Autor, nationalsozialistischer Propagandafunktionär und in der Nachkriegszeit hauptamtlicher Mitarbeiter der Sudetendeutschen Landsmannschaft sowie Mitglied in verschiedenen Organisationen des rechtsextremen Spektrums wie der Gesellschaft für Freie Publizistik (seit 1979 stellvertretender Vorsitzender), dem Deutschen Kulturwerk Europäischen Geistes (seit 1974 stellvertretender Präsident) und dem Witikobund.

## Leben
Pozorny war Wanderlehrer des Deutschen Kulturverbandes in der Iglauer Sprachinsel. Darauf wurde er Geschäftsführer und Arbeitsstellenleiter des Kulturverbandes in Prag und Troppau. 1935 trat er in die Sudetendeutsche Partei (SdP) ein, dann zum 1. November 1938 in die NSDAP (Mitgliedsnummer 6.640.621). Er war Vertrauensmann des SD, von 1938 bis 1940 Mitglied der NSDAP-Kreisleitung in Jägerndorf und Gauredner für Volkstumsfragen und weltanschauliche Schulung sowie 1940 bis 1941 Gauleiter der NSV in Reichenberg. In Pilsen wurde er Kreispropagandaleiter (Presse- und Kulturabteilung) und veröffentlichte ein Buch über die Stadt und ihre Geschichte. Laut Kurt Nelhiebel war Pozorny Mitarbeiter der Gestapo.
Nach dem Zweiten Weltkrieg verließ Pozorny die Tschechoslowakei. Der ehemalige „Chefideologe“ der SdP und der NSDAP im Reichsgau Sudetenland war fortan in der Sudetendeutschen Landsmannschaft tätig. Pozorny wurde Mitarbeiter in der Hauptabteilung „Kultur- und Volkstumpflege“ im Bundesverband der Sudetendeutschen Landsmannschaft. Er wurde einer der ersten Mitarbeiter der Sudetendeutschen Zeitung und schrieb unter anderen für die nationalistische National-Zeitung. Ab 1950 veröffentlichte er weitere Bücher, immer zur Thematik des „deutschen Ostens“ und des Sudetenlandes. Er trat bei Veranstaltungen in Volkshochschulen, bei den Landsmannschaften und Heimatbünden als Redner und Vortragender auf. Bei der Bundestagswahl 1969 kandidierte er für die NPD, deren Mitglied er auch war. Er veröffentlichte auch Bücher im DSZ-Verlag des rechtsextremistischen Verlegers Gerhard Frey. 1977 wurde er mit dem Dichtersteinschild des 1999 wegen nationalsozialistischer Wiederbetätigung verbotenen Vereins Dichterstein Offenhausen ausgezeichnet.
Pozorny war auch als Mitarbeiter beim Bayerischen Rundfunk tätig.

## Schriften
- Pilsen in Wort und Bild. Herausgegeben vom Kulturamt der Stadt Pilsen, Pilsen 1943; 2. Auflage bei Erste Westböhmische Druckindustrie-A.-G., Pilsen 1944.
- mit Adam Kraft (Verleger): Sudetenland. Mähren, Schlesien und die Zips. 96 Bilder der verlorenen Heimat. Kraft, Augsburg 1954.
- mit Adam Kraft: Sudetenland. Mähren, Schlesien und die Zips. 186 schöne Bilder der verlorenen Heimat. Kraft, Augsburg 1955. Geleitwort von Karl Franz Leppa.
- Hohe Nacht. Ein weihnachtliches Werkbuch für Jung und Alt. Volkskunstverlag, München-Pasing, 1954.
- Mutter, wir grüssen Dich! Ein Werkbuch zu Ehren unserer Mütter. Roland Verlag, München 1955.
- Finale in Agnetendorf. Erzählungen. Bogen-Verlag, München und Stuttgart 1957.
- 4. März 1919: der 4. März in Erinnerung, Besinnung und Feiergestaltung. München 1957.
- Wir suchten die Freiheit. Weg einer Volksgruppe. Bogen-Verlag, München und Stuttgart 1959.
- Karl Norbert Mrasek: Erlebtes und Erdachtes. Zusammengestellt und mit einer Würdigung versehen von Reinhard Pozorny. Verlag für heimatliches Schrifttum, Leimen/Heidelberg 1962.
- Brünner Heimatbote (Hrsg.): Brünner Buchring. Bd. 44, Vom Spielberg und seinem Land. Die Heimatbrücke, Waldenburg/Wttbg 1961.
- Erlebtes Land. Verlag für heimatliches Schrifttum / Heimatbrücke, Leimen (über Heidelberg) 1972.
- Erlebtes Land. Verlag Brünner Heimatbote, Leimen (Heidelberg) 1972.
- Mährische Essays. Quellenverlag Diwisch, Steinheim (Main) 1973.
- Pferdeschicksal, Menschenschuld. Kraft, München 1974.
- Deutsche Schutzarbeit im Sudetenland. Die Tätigkeit des Deutschen Kulturverbandes 1918 – 1938. Eckhardtschriften Heft 49, Österreichische Landsmannschaft, Wien 1974.
- Erzählte Geschichte. 8 Kapitel von gestern für übermorgen. Türmer-Verlag, Lochham bei München 1976.
- Das österreichische Schlesien. Land unterm Altvater. Eckhardtschriften Heft 61, Österreichische Landsmannschaft, Wien 1977.
- Wir suchten die Freiheit. Schicksalsweg der sudetendeutschen Volksgruppe. Verlag für Volkstum und Zeitgeschichtsforschung, Vlotho/Weser 1978.
- Österreich – tausend Jahre deutsche Geschichte. Deutsche Akademie für Bildung und Kultur, München 1978.
- als Herausgeber: Der Sudetenland-Anschluss 1938. Druffel-Verlag, Leoni am Starnberger See 1978; 2. Auflage 1988.
- Österreichisch-Schlesien. Land unterm Altvater. Aufstieg-Verlag, München 1979.
- Bilder der Vergangenheit. 9 deutsche Erzählungen. Türmer-Verlag, Berg/Starnberger See 1979.
- Hoffmann von Fallersleben. Ein Lebens- und Zeitbild. Türmer-Verlag, Berg/Starnberger See 1982.
- Volk ohne Grenzen. Deutsches Land in fremder Hand. Schütz, Preussisch Oldendorf 1985. Auch Deutsche Verlagsgesellschaft, Rosenheim 1985.
- Blühendes Mährerland. Österreichische Landsmannschaft, Wien 1985.
- Volk ohne Grenzen. Deutsches Land in fremder Hand. Sonderauflage. DSZ-Verlag, München 1986.
- „Kein schöner Land …“. DSZ-Verlag, München 1987.
- Herrliches Mitteldeutschland. Städte und Landschaften der neuen Bundesländer. DSZ-Verlag, München 1991.
- als Herausgeber: Deutsches National-Lexikon. DSZ-Verlag, München 1992. Auch FZ-Verlag, München 1998.